# Aneurin Bevan
Pour les articles homonymes, voir Bevan.
Aneurin Bevan, couramment connu sous le nom de Nye Bevan, né le 15 novembre 1897 à Tredegar et mort le 6 juillet 1960 à Chesham, est un homme politique gallois appartenant au Parti travailliste. Il se voit confier des responsabilités ministérielles dans le gouvernement d'après-guerre, et joue un rôle crucial dans la création du National Health Service, la Sécurité sociale britannique. En 2004, un sondage réalisé au Pays de Galles révèle qu'il reste l'homme le plus populaire de l'histoire galloise.

## Biographie

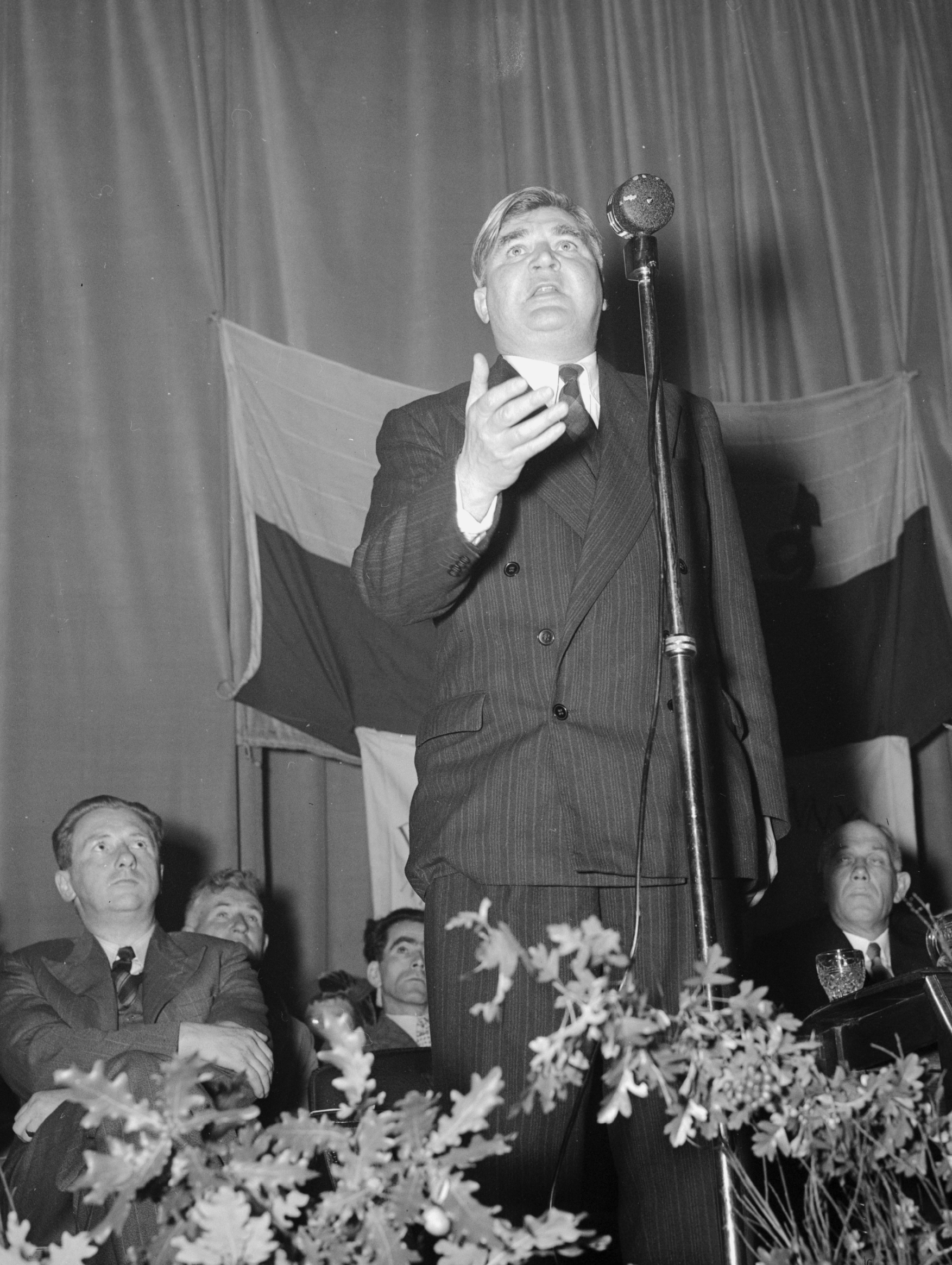
Aneurin Bevan, 1952

Né à Tredegar dans le Monmouthshire (Pays de Galles) d'un père mineur et d'une mère couturière, Bevan quitte l'école à l'âge de 13 ans pour aller travailler à la mine de charbon. Il fait valoir très tôt ses prédispositions à l'art oratoire et prend à 19 ans la tête du syndicat local des mineurs.
Il obtient en 1919 une bourse financée par sa fédération syndicale au Central Labour College, à Londres, où il consacre deux années à l'étude de l'économie, de l'histoire et de la politique, et découvre l'œuvre de Karl Marx et de Friedrich Engels. 
Il fonde avec son frère Billy et Walter Conway le Query Club, association de bienfaisance visant à contrebalancer la puissance de la société minière Tredegar Iron and Coal Company auprès de la communauté des mineurs.
De retour de ses études en 1921, il ne retrouve pas son emploi dans cette société. Il est au chômage jusqu'en 1924, et à nouveau un an plus tard lorsque la mine de Bedwellty ferme. En 1926, il retrouve un emploi au sein du syndicat des mineurs, où il prend rapidement d'importantes responsabilités, notamment dans le soutien local à la grève générale de 1926 qui dure six mois.

## Parcours parlementaire

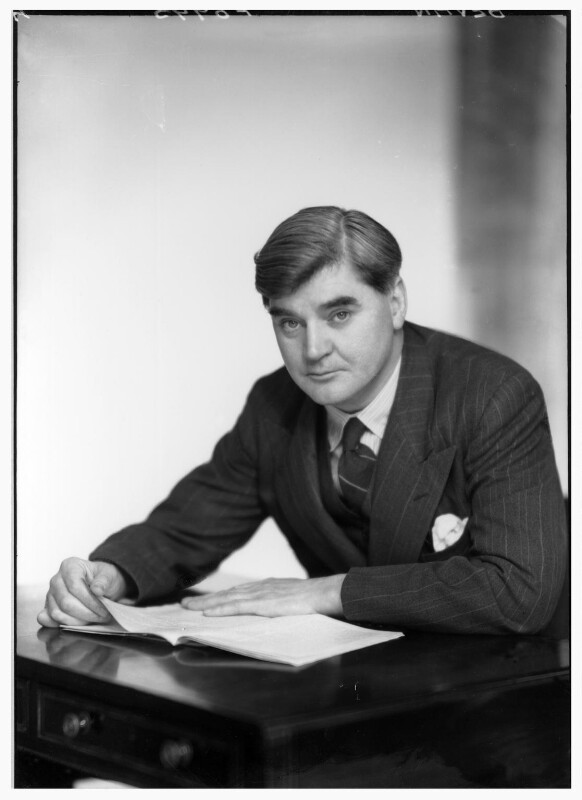
Aneurin Bevan en 1945

Après avoir gagné un siège au conseil du comté de Monmouthshire en 1928, Bevan est désigné par le parti travailliste pour les élections générales de 1929, qui lui permettent de devenir député de la circonscription d'Ebbw Vale à la Chambre des Communes. Il se fait alors connaître pour son soutien vigoureux à la condition ouvrière, que ce soit en opposition à ses adversaires politiques naturels comme les conservateurs Winston Churchill ou David Lloyd George, ou bien à des travaillistes comme Ramsay MacDonald.
Il n'est pas insensible aux arguments d'Oswald Mosley dans sa critique de la politique travailliste, et notamment de l'incapacité du gouvernement MacDonald à lutter contre le chômage. Il ne va pas toutefois jusqu'à la rupture vis-à-vis du parti travailliste, auquel il reste toujours fidèle.
Il épouse la députée socialiste Jennie Lee en 1934, apporte un soutien affiché aux socialistes espagnols dans les années 1930 et rejoint le directoire du nouveau journal socialiste Tribune ; son activisme pour parvenir à un front socialiste unifiant les partis de gauche, jusqu'au Parti communiste de Grande-Bretagne, lui vaut une brève exclusion du parti travailliste en 1939, parti qu'il retrouve en novembre en s'engageant à mieux respecter sa ligne politique.
Pendant la période de la Seconde Guerre mondiale, il reste un opposant vigoureux aux conservateurs au pouvoir et au gouvernement de coalition. Il critique particulièrement la politique de censure, réclame la nationalisation de l'industrie du charbon et plaide pour l'ouverture d'un second front en Europe de l'Ouest pour soulager l'Union soviétique dans sa lutte contre l'Allemagne nazie. Il critique aussi violemment la façon dont est gérée l'armée britannique, et se fait un grand ennemi politique de Winston Churchill.
Convaincu que l'issue de la guerre peut offrir une opportunité d'ouverture vers une nouvelle société, Bevan exprime lors des élections générales de 1945 rien moins que son souhait de voir disparaître le Parti conservateur. Orateur éloquent, qui était parvenu à surmonter le bégaiement de sa jeunesse, Bevan n'hésite pas à affronter très directement ses adversaires Tories du Parti conservateur, notamment dans un discours en 1948 au moment du lancement du National Health Service, où il exprime sa « haine » envers les Tories et les considère comme « plus bas encore que de la vermine », ce qui cause un tollé politique considérable.

## Parcours ministériel

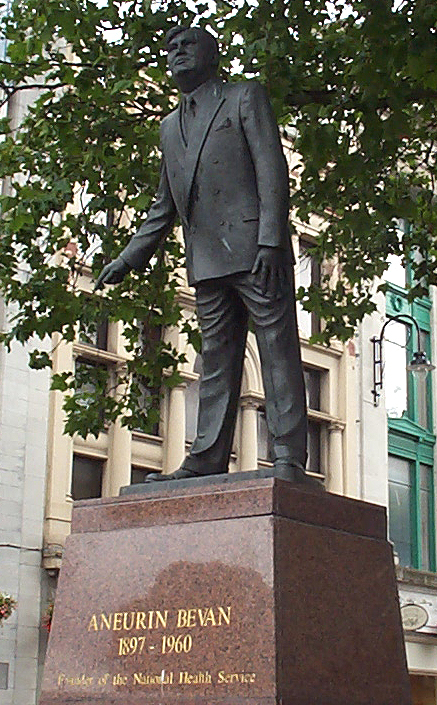
Statue de Bevan à Cardiff.

Les élections de 1945 permettent aux travaillistes menés par Clement Attlee de remporter une large victoire et d'enclencher un vaste programme de réformes, mais dans un contexte budgétaire très difficile. Pour son premier poste ministériel, Aneurin Bevan se voit confier le portefeuille de la Santé, ainsi que celui du Logement, assumant ainsi la double responsabilité de mettre en place un système de sécurité sociale et de résoudre la grave crise du logement d'après-guerre.

### Instauration du NHS
Malgré des oppositions très fortes, y compris parfois dans son propre camp politique, Bevan fait preuve d'une grande détermination tout en laissant quelque place au compromis avec ses adversaires, mais  parvient à établir en 1946 une loi sur la sécurité sociale (National Health Service Act (en)) qui entre en vigueur le 5 juillet 1948. Le système hospitalier se retrouve ainsi nationalisé et placé sous l'autorité du ministère de la Santé. L'accès à un système de soins gratuit pour tous est acquis. Il s'agit d'une avancée sociale considérable, qui impose durablement Bevan comme une figure politique emblématique de la gauche sociale britannique.

### Logement
En revanche, le bilan de l'action de Bevan concernant le logement est souvent critiqué plus sévèrement, dans la mesure où les constructions de logements jusqu'à la fin de son mandat ministériel n'atteignirent jamais les niveaux que son successeur à ce poste, Harold MacMillan, parvint à obtenir plus efficacement. La double responsabilité de la Santé et du Logement a sans doute représenté un poids critique ; en 1951, le portefeuille du Logement en est dissocié et est confié à Hugh Dalton.
Bevan est désigné ministre du Travail cette même année, mais démissionne rapidement à la suite d'un désaccord avec la décision du lord chancelier Hugh Gaitskell de limiter les prises en charge de soins dentaires et de lunettes de vue, et peu avant l'échec électoral des travaillistes aux élections générales.